# ویرجینیا نوروود
ویرجینیاتاور نوروود (انگلیسی: Virginia Norwood; ۸ ژانویهٔ ۱۹۲۷ – ۲۶ مارس ۲۰۲۳) مهندس هوافضا، مخترع و فیزیکدان آمریکایی بود. او بیشتر به خاطر مشارکتش در برنامه لندست شناخته می‌شود، جایی که اسکنر چندطیفی را طراحی کرد که اولین بار در لندست ۱ مورد استفاده قرار گرفت. به همین دلیل از او به عنوان «مادر لندست» یاد می‌شود.

## زندگی اولیه و تحصیلات
ویرجینیا تاور در ۸ ژانویه ۱۹۲۷ در فورت توتن در نیویورک سیتی به دنیا آمد. او دختر بزرگ النور مونرو و جان واگلر تاور بود. پدرش افسر ارتش بود، مدرک کارشناسی ارشد فیزیک داشت و بعدها در دانشگاه کارنگی ملون تدریس می‌کرد. مادرش در ریاضیات و زبان‌ها مهارت داشت و به صورت مستقل مطالعه می‌کرد. پدرش به‌طور فعال علاقه ویرجینیا جوان به فیزیک و ریاضیات را تشویق می‌کرد؛ او در ۹ سالگی یک خطکش محاسبه به او داد و به توسعه مهارت‌های ریاضی او کمک کرد. خانواده به دلیل شغل نظامی پدر به پاناما، اوکلاهما و برمودا نقل مکان کردند. پس از حمله به پرل هاربر در دسامبر ۱۹۴۱، او در پنج دبیرستان مختلف تحصیل کرد. در سال ۱۹۴۳، مشاور راهنمایی او در دبیرستان به دلیل هوش بالا پیشنهاد کرد که کتابدار شود، اما او به اعداد علاقه بیشتری داشت تا کلمات.
نوروود در سال ۱۹۴۴ با بورسیه جزئی در مؤسسه فناوری ماساچوست پذیرفته شد و در سال ۱۹۴۷ با مدرک فیزیک ریاضی فارغ‌التحصیل شد. هنگام کار در سپاه سیگنال ارتش ایالات متحده در نیوجرسی، او کلاس‌های مهندسی را از طریق برنامه تمدید دانشگاه راتگرز گذراند.
یک سال پس از فارغ‌التحصیلی از MIT، او در آزمایشگاه‌های سپاه سیگنال ارتش ایالات متحده در فورت مونموث، نیوجرسی استخدام شد. او کار خود را بر روی رادار هواشناسی آغاز کرد. در آنجا، یک بازتابنده رادار برای بالن‌های هواشناسی طراحی کرد و سپس به طراحی آنتن مایکروویو پرداخت.
پس از پنج سال در سپاه سیگنال، او به لس آنجلس نقل مکان کرد و در شرکت هواپیمایی هیوز شروع به کار کرد. او به مدت ۳۶ سال در آنجا بر روی پروژه‌های مختلفی از جمله طراحی آنتن، پیوندهای ارتباطی، اپتیک و اسکنرهای لندست کار کرد. در این مدت، او فرستنده مایکروویوی را طراحی کرد که سرویور ۱ از آن برای ارسال داده‌ها و تصاویر به زمین استفاده می‌کرد.
نوروود یک اسکنر شش باندی چندطیفی برای استفاده در اولین مأموریت لندست طراحی کرد. به دلیل محدودیت‌های مأموریت، نمونه اولیه به چهار باند کاهش یافت. این اسکنر که به عنوان اسکنر چندطیفی شناخته می‌شد، در لندست ۱ حمل شد. نسخه بهبودیافته هفت باندی بعداً در لندست ۴ مورد استفاده قرار گرفت و نقشه‌بردار موضوعی نامیده شد.
نوروود در سال ۱۹۸۹ بازنشسته شد. یک مقاله زندگینامه‌ای که توسط ناسا در سال ۲۰۲۰ منتشر شد، از او به عنوان «مادر لندست» یاد کرد.

## اختراعات و جوایز
نوروود سه حق اختراع به نام خود ثبت کرد. دو مورد از آنها شامل یک بازتابنده رادار برای ردیابی بالن‌های هواشناسی و یک آنتن ردیابی تاشوی نوآورانه می‌شود. در سال ۱۹۷۹، نوروود جایزه ویلیام تی. پکورا را دریافت کرد. این جایزه به دستاوردهای جامعه علمی و فنی سنجش از دور و همچنین مشارکت‌هایی که منجر به کاربردهای عملی موفق سنجش از دور می‌شود، اهدا می‌شود.
در سال ۲۰۲۱، نوروود جایزه افتخاری دستاورد یک عمر فعالیت را از انجمن آمریکایی فتوگرامتری و سنجش از دور دریافت کرد که بالاترین افتخاری است که این انجمن به یک فرد اعطا می‌کند. نوروود در فوریه ۲۰۲۳ به آکادمی ملی مهندسی انتخاب شد و در سال ۲۰۲۵ به‌طور پس از مرگ در تالار مشاهیر مخترعان ملی قرار گرفت.